# خوسيه رييس لوبيز
خوسيه رييس لوبيز هو لاعب كرة قدم محترف إسباني من مواليد 2007، وُلد في مدريد، وهو ابن لاعب كرة القدم الإسباني الدولي السابق خوسيه أنطونيو رييس. يلعب حالياً كمهاجم في فريق الشباب بنادي ريال مدريد.

## مسيرته في الأندية
بدأ مسيرته الكروية في نادي ليجامار، حيث أمضى أربع سنوات قبل الانتقال إلى أكاديمية ليغانيس. أثناء تواجده في ليغانيس، حيث توصل إلى اتفاق للانضمام إلى ريال مدريد، النادي الذي لعب فيه والده، على سبيل الإعارة من نادي أرسنال موسم 2006-2007. بعد وفاة والده في 1 يونيو 2019، وقبل أن يتم انتقاله، تم الإبلاغ عن أن رئيس نادي ريال مدريد، فلورنتينو بيريز، أنه سيشرف شخصيًا على رعاية رييس لوبيز حتى بلوغه سن الثامنة عشر. حيث لعب آخر مبارياته مع فريق شباب ليغانيس في بطولة لا ليغا بروميس في يونيو 2019. وفي أول مباراة له في الدوري مع فريق جوفينيل ب في ريال مدريد، سجل رييس لوبيز هدفًا، رافعًا ذراعيه إلى السماء احتفالًا موجهًا إلى والده. وفي نفس الموسم، فاز فريق جوفينيل ب ببطولة لا ليغا بروميس، حيث سجل رييس لوبيز أربعة أهداف في النهائي ضد إشبيلية. حصل على الحذاء الذهبي، بالإضافة إلى جائزة أكثر لاعب قيمة في البطولة بعد أن سجل تسعة أهداف في ست مباريات فقط. في يونيو 2020، انضم إلى وكالة لايف برو لكرة القدم التي يديرها لاعب ريال مدريد السابق مارسيلو. وفي موسم 2021-2022، تم ترقية رييس لوبيز إلى فريق كاديتي أ في ريال مدريد، حيث لعب مع الفريق الذي يدربه ألفارو أربيلوا وكان يضم لاعبين أكبر منه بسنة. وقع عقدًا جديدًا في مارس 2022.

## مسيرته الدولية
تم استدعاء لأول مرة إلى منتخب إسبانيا تحت 15 عامًا في نوفمبر 2021، ليحل محل لاعب ريال بيتيس ألفارو مونيز في التشكيلة قبل بطولة ألبيان غاردن. ومنذ ذلك الحين، مثل المنتخب الوطني أيضًا في فئتي تحت 16 عامًا وتحت 17 عامًا.